# Meledonus lindensis
Meledonus lindensis là một loài ruồi trong họ Tachinidae.